# Sfânta Muceniță Filofteia de la Argeș

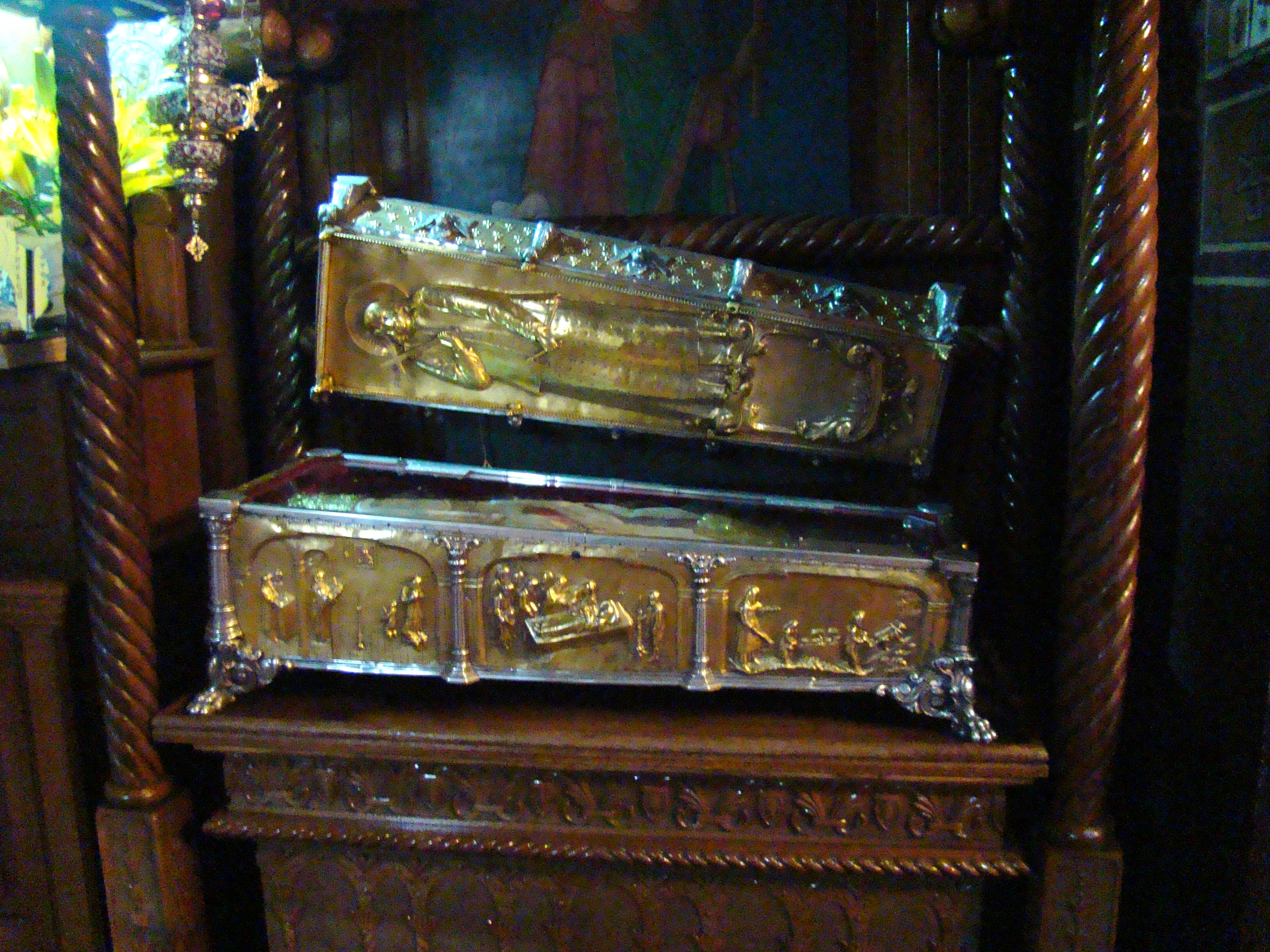
Racla cu moaștele Sfintei Filofteia din biserica episcopală de la Curtea de Argeș

Sfânta Muceniță Filofteia (limba greacă iubitoare de Dumnezeu n. 1206, Veliko Tărnovo, Țaratul Vlaho-Bulgar – d. 7 decembrie 1218, Veliko Tărnovo, Țaratul Vlaho-Bulgar) este una din sfintele mucenițe care sunt amintite pe teritoriul României. Ea a trăit la începutul secolului al XIII-lea pe teritoriul actual al Bulgariei. Moaștele sale se găsesc în Noua Catedrală Arhiepiscopală din Curtea de Argeș, iar prăznuirea ei se face la data de 7 decembrie.
Variații ale numele muceniței ar fi Filofteea sau (mai rar) Filoteia, Filoteea.

## Viața
Sfânta Muceniță Filofteia s-a născut la începutul secolului al XIII-lea în apropiere de orașul Târnovo (astăzi, Veliko Tărnovo, Bulgaria), capitala Țaratului Bulgar, într-o familie de țărani. Este crescută în dreapta credință și evlavie de mama sa, care moare când Filofteia era încă mică. Copila postea, asculta Scripturile, învăța să-și păzească neîntinată fecioria, iar mai presus de toate era foarte milostivă. Copila săvârșea cu statornicie și răbdare toate faptele bune.
După ce mama sfintei a murit, tatăl ei s-a însurat a doua oară. Mama vitregă nu a iubit-o pe Filofteia, astfel că o bătea și o certa, pârând-o tatălui ei ca și acesta să o certe.
Cu toate acestea, tânăra fecioară nu se oprea din înfăptuirea binelui comunitar și le împărțea săracilor și flămânzilor hainele ei și mâncarea pe care mama vitregă i-o dădea ca să o ducă la țarină tatălui ei. Aflând de faptele ei și văzând că le împărțea săracilor, tatăl ei este biruit de mânie și uitând dragostea părintească, s-a pornit asupra ei, ca totdeauna, apucând-o de cosițe ca să o bată până ce se va liniști. Dar, nemaifiind stăpân pe el, a aruncat în ea cu toporul pe care-l avea la brâu și, lovind-o, a rănit-o la un picior. Iar din această rană sfânta a murit pe loc. Și tot locul acela s-a umplut de lumină. Sfânta era în vârstă de doisprezece ani când a murit.
Venindu-și în fire, tatăl ei a fost cuprins de spaimă și vrând să-i ridice trupul, nu putea nici să-l atingă, nici să se apropie de el. Văzând acestea, a alergat în cetate și le-a spus arhiepiscopului și conducătorilor cetății tot ce se întâmplase și că trupul fericitei zăcea pe pământ, și că era cinstit de Dumnezeu cu strălucire cerească. Aceasta auzind, arhiepiscopul împreună cu mai-marii cetății și cu popor mult, au alergat cu făclii și cu tămâie și cu rugăciuni, și văzând sfântul trup strălucind cu acea lumină dumnezeiască, s-au minunat cu toții și au lăudat pe Dumnezeul minunilor, Care și acum, în vremurile din urmă, preamărește pe robii Săi care împlinesc cu fapta poruncile Lui.
Apoi au încercat, împreună cu arhiepiscopul, să ridice trupul sfintei și o ducă în cetate. Dar n-au putut nici să-l miște, așa încât s-au înspăimântat cu toții. Au început să se roage cu stăruință lui Dumnezeu și Sfintei Filofteia, dar nici așa nu au putut s-o ridice. Că, vrând Dumnezeu să preamărească pe roaba Sa, a îngreunat trupul fericitei ca pe o piatră.
Pentru a o putea ridica, tatăl ei și cei care îl ajutau au început să numească țările, mănăstirile, bisericile de peste Dunăre și cele de acea parte a Dunării, pentru a putea ști unde să o odihnească, însă Filofteia era la fel de grea. Cu toate acestea, cum s-a numit Biserica Domnească cea din Târgul Argeș-ului, trupul ei a devenit mult mai ușor, iar oamenii au trimis scrisoare lui Radu Vodă, cel poreclit Negru (care zidise și biserica). Acesta, de cum a fost înștiințat, a pornit îndată cu mult alai, cu făclii și cu tămâieri, mergând către Dunăre și a adus sfintele ei moaște în Țara Românească. Le-a așezat în Biserica Domnească, în orașul Argeș. Acolo au stat sfintele ei moaște până la zidirea Mănăstirii Curtea de Argeș de către Neagoe Basarab. Aici au fost mutate, iar acum se află în Paraclisul Mănăstirii Curtea de Argeș. Și acolo fiind, face multe minuni, dând tămăduiri de tot felul de boli celor ce aleargă cu credință la sfintele ei moaște.
În fiecare an, la 7 decembrie, sfintele sale moaște sunt scoase afară din paraclis și racla este deschisă, fiind puse într-un pavilion special amenajat din fața bisericii mănăstirii, pentru ca mai ales în această zi credincioșii, care se adună în număr mare la prăznuirea ei, să li se poată închina.

## Sfintele moaște
Documentele istorice arată însă că moaștele muceniței au rămas la Târnovo și sunt aduse în Țara Românească numai după anul 1393, când țaratul bulgar de la Târnovo a fost ocupat de către turci. Se pare că de aici sunt duse la Vidin, probabil până în anul 1396. Pentru a nu fi profanate, sunt dăruite domnitorului Mircea cel Bătrân (1386+1418), care le așază în biserica domnească Sfântul Nicolae de la Curtea de Argeș, pe atunci catedrală mitropolitană, ctitorie a domnitorului Basarab I Întemeietorul și Nicolae Alexandru, fiul său. Rămân acolo pană în anul 1893 când, datorită stării de degradare în care se află biserica, sunt mutate în biserica Sfântul Gheorghe, apoi în biserica Adormirea Maicii Domnului-Olari. În timpul primului război mondial sunt duse în paraclisul Mănăstirii Antim din București, apoi revin la Curtea de Argeș și sunt găzduite în marea biserică ctitorită de Neagoe Vodă Basarab.

### Blestemul împotriva celor care ciupesc moaștele
De peste 600 de ani, Țara Românească este vegheată de Sfânta Muceniță Filofteia - serbată cu mare evlavie pe 7 decembrie - ale cărei sfinte moaște se află la Mănăstirea Curtea de Argeș.
Racla în care se odihnesc moaștele Sfintei Filofteia a fost restaurată în anul 2004, la Monetăria Statului. S-a drapat lemnul cu catifea roșie, s-au aurit piesele din argint, s-a reaurit capacul, s-au schimbat piciorușele de sprijin, confecționate din aluminiu.
În plus, s-au înlocuit bucățile deteriorate din lemnul de chiparos. Meșterii de la Monetăria Statului, conduși de Vasile Vasile, au fost șocați când au găsit scris pe săculețul care învelea moaștele un blestem.
Istoria consemnează că speriat că moaștele sfintei vor fi împrăștiate, Mitropolitul Cosma a rostit: Poruncim cuvioșiei tale Arhimandrite chir Parthenie, Igumen Argeșului, să le pecetluiești într-un săculețu de bogasin nou lăsându-i afară numai mâna cea dreaptă pentru sărutarea norodului. Și așa pecetluite să le așezi în sicriu. Și să știe fieșcare să se ferească a nu cuteza să ciupească cât de puțin din sfintele moaște, că am pus blestem asupra cui a cuteza a să atinge, să ia. Într-a acesta și chip să urmezi! Și să fii blagoslovit! 1791, mai 10.

## Imnografie
Tropar (glasul al 8-lea):
Întru răbdarea ta ți-ai agonisit plata ta, Fericită Muceniță Filofteia, întru ispite neîncetat răbdând, întru bătăi suferind, întru necazuri binevoind pe săraci miluind și pe flămânzi săturând, care și acum pe cei bolnavi tămăduind; roagă-te lui Hristos Dumnezeu, preabună muceniță, să mântuiască sufletele noastre.
Condac (glasul al 6-lea):
Filoftee preafericită, din pruncie te-ai adus, prin faptă bună, jertfă fără prihană lui Dumnezeu,
Celui ce, mai înainte de a te naște, te știa pe tine, ceea ce te-ai făcut podoabă fecioarelor și locuitoare a cămării celei de nuntă, vrednică de laudă.
Pentru aceea, strigăm ție:
Bucură-te, fecioară, pururea pomenită!

## Iconografie
Pentru reprezentarea Sfintei Mucenițe Filofteia, Erminia lui Dionisie din Furna (ed. Sophia, București, 2000) nu dă indicații de reprezentare, menționând-o doar în ceata Sfintelor Mucenițe. Editorul român este cel care adaugă indicațiile, p. 293. Astfel, Sfânta Muceniță Filofteia este reprezentată ca "adolescentă purtând ie, ilic și catrință lungă cu dungi verticale, cu capul gol și părul pe spate strâns la ceafă, ținând în mâini cruce și ramură de finic", deci în costum popular (bulgăresc) și cu însemnele muceniciei.

## Cultul Sfintei Filofteia în Țara Românească
Sfânta muceniță Filofteia, devenind ocrotitoarea Țării Românești, moaștele ei au fost cinstite în întreaga țară, mulți credincioși venind în pelerinaj la Curtea de Argeș. În situații de calamitate, mai ales pe timp de secetă, s-au făcut procesiuni în țară cu moaștele muceniței. Biserici, precum Dobroteasa și Sfântul Gheorghe din București, Sfânta Filofteia și Sfânta Vineri din Ploiești, Adormirea Maicii Domnului din Mizil, au zugrăvite icoana sau scene din viața ei pământească. Icoane cu chipul ei împodobesc multe case ale credincioșilor. Mulți părinți dau numele Filofteia fiicelor lor, iar multe femei își iau acest nume la intrarea în călugărie. Viața Sfintei Filofteia a fost trecută în Mineiul pe decembrie și în Viețile Sfinților pe această lună.

## Generalizarea cultului în întreaga țară
La 28 februarie 1950, Sfântul Sinod hotărăște generalizarea cultului Sfintei Filofteia pe întreg cuprinsul țării. Cu acest prilej, în prezența patriarhului Justinian Marina, are loc, în anul 1955 o Slujbă specială. Cadrul festiv a fost impresionant, la slujbă fiind prezenți numeroși ierarhi români și străini, precum și un număr impresionant de credincioși.